# Odznaka Honorowa Województwa Podlaskiego
Odznaka Honorowa Województwa Podlaskiego – polskie odznaczenie samorządowe ustanowione 3 lipca 2006 przez Sejmik Województwa Podlaskiego, w formie jednostopniowej odznaki honorowej nadawanej osobom fizycznym oraz osobom prawnym, w tym jednostkom samorządu terytorialnego i jednostkom organizacyjnym niemającym osobowości prawnej, które całokształtem działalności publicznej, społecznej i zawodowej przyczyniły się wybitnie do rozwoju i promocji Województwa Podlaskiego.

## Charakterystyka
Przyznawana jest osobom fizycznym, osobom prawnym, w tym jednostkom samorządu terytorialnego i jednostkom organizacyjnym niemającym osobowości prawnej, które całokształtem działalności publicznej, społecznej i zawodowej, wybitnie zasłużyły się dla  Województwa Podlaskiego poprzez pielęgnowanie polskości oraz rozwój i kształtowanie świadomości narodowej, obywatelskiej i kulturowej mieszkańców, a także poprzez pielęgnowanie i rozwijanie tożsamości lokalnej, pobudzanie aktywności gospodarczej, podnoszenie poziomu konkurencyjności i innowacyjności gospodarki województwa, zachowanie wartości środowiska kulturowego i przyrodniczego przy uwzględnieniu potrzeb przyszłych pokoleń oraz kształtowanie i utrzymanie ładu przestrzennego”.
W okresie jednego roku odznaka nadawana jest najwyżej piętnastu osobom fizycznym i pięciu podmiotom nie będącym osobami fizycznymi.
Autorem projektu graficznego odznaki jest artysta plastyk Tadeusz Gajl.
Osoby fizyczne odznakę noszą na lewej piersi (po wszystkich posiadanych odznaczeniach państwowych, a przed odznaczeniami innych państw), wyłącznie na ubiorze wizytowym, głównie podczas świąt państwowych i regionalnych, uroczystości państwowych, regionalnych i wojskowych.

## Wygląd
Odznaka dla osób fizycznych ma kształt medalu wykonanego z metalu w kolorze oksydowanego srebra, o średnicy 40 mm. Na stronie głównej widnieje godło z herbu Województwa Podlaskiego, na owalnej, czerwono emaliowanej tarczy, ujętej wieńcem z dwóch stylizowanych gałązek wawrzynu z przewiązką u dołu z prostokątnym uszkiem do zawieszania u góry, w przerwie wieńca. Strona odwrotna gładka, z umieszczonym wewnątrz numerem kolejnym odznaki; całość okolona majuskułowym napisem ZA ZASŁUGI DLA WOJEWÓDZTWA PODLASKIEGO. Odznakę nosi się zawieszoną na rypsowej, czterobarwnej wstążce szerokości 36 mm w barwach flagi województwa podlaskiego, z pasami równej szerokości umieszczonymi pionowo; od lewej: białym, czerwonym, żółtym i błękitnym. Na odwrocie wstążki u góry listewka z metalu jw., z zapięciem „agrafkowym”. Odznaka dla podmiotów nie będących osobami fizycznymi ma identyczny wygląd jak odznaka indywidualna, z wyjątkiem średnicy – 70 mm. Nie posiada także uszka u góry ani wstążki.

## Odznaczeni
Osoby fizyczne wyróżnione odznaką (lista niepełna)
W listopadzie 2021:
- Alicja Andrulewicz
- Edward Dec
- Piotr Niziołek
- Władysław Tocki

We wrześniu 2020:
- Wojciech Fortuna
- Krzysztof Ryszard Kozicki
- Józef Maliszewski
- Piotr Markiewicz
- Janusz Sękowski
- Danuta Szotko
- Adam Wawrusiewicz

W październiku 2016:
- Marzena Juczewska

We wrześniu 2016:
- Bogusław Dębski
- Waldemar Andrzej Siedlecki
- Antoni Stolarski
- Dariusz Sapiński
- Zdzisław Wilczko
- Włodzimierz Ciesłowski
- Marcin Nałęcz-Niesiołowski

W kwietniu 2015:
- Leszek Lewoc
- Marian Podlecki
- Lech Michalak

W październiku 2014 r.:
- Aleksander Sokołowski
- Jacek Rutkowski

We wrześniu 2014:
- Krzysztof Ławniczak
- Andrzej Karolak
- Krystyna Kacprowicz-Sokołowska
- Halina Gawryluk

W lipcu 2014:
- Andrzej Dyrdał
- Stanisław Wiesław Dąbrowski

W czerwcu 2014:
- Andrzej Rojek
- Zbigniew Wacław Pogorzelski
- Janusz Kozłowski
- Witold Liszkowski
- Zbigniew Jan Lenart
- Witold Karczewski
- Waldemar Paweł Sieradzki
- Stanisław Kossakowski
- Barbara Alicja Chwalibóg
- Barbara Pietraszuk
- Stanisław Antoniuk
- Gabriela Walczak
- Bernard Banaszuk
- Kazimierz Rosiński
- Ireneusz Choroszucha
- Stanisław Pogorzelski
- Jan Kwasowski

W grudniu 2013:
- Andrzej Marian Dyrdał
- Stanisław Wiesław Dąbrowski

W marcu 2013:
- Krzysztof Penderecki

W czerwcu 2012:
- Jan Stanisław Ciechanowski
- Antoni Dudziński
- Jan Kalinowski
- Jerzy Jasiuk
- Jan Tropiło
- Czesław Waszkiewicz
- Mikołaj Turkowicz

W kwietniu 2011:
- Andrzej Bajkowski
- Zygmunt Ciesielski
- Bronisław Gołębiowski
- Ludwik Malinowski
- Jerzy Śródkowski
- Jerzy Szurbak
- Artur Więzowski
- Marian Grabiński

W maju 2010:
- Bożena Bartoszewicz-Fabiańska
- Alina Białogórzec
- Ewa Jarmołowicz
- Jadwiga Juchniewicz
- Bożena Kłosowska
- Ewa Kołomecka
- Teresa Kruszewska
- Teresa Mierzyńska
- Ewa Ostrowska
- Małgorzata Rokicka-Szymańska
- Teresa Elwirę Śliwińska
- Joanna Beatę Trusiuk
- Ewa Ziniewicz-Siergiejko

W październiku 2009:
- Henryk Cudnik
- Aleksander Chrzanowski

W grudniu 2007:
- Lech Jerzy Pilecki

W październiku 2007:
- Barbara Pacholska
- Józef Zyśk